# Vegliota
El vegliota era un dialecto dalmático hablado en la isla dálmata de Veglia (Krk) que se extinguió en 1898 cuando murió su último hablante, llamado Tuone Udaina. Las características de este dialecto han quedado documentadas gracias al lingüista italiano Matteo Bartoli, que entrevistó a Udaina.

## Estudios del dialecto vegliota
Algunas palabras que dan una idea del vocabulario vegliota:
juarbul "árbol", uapto "ocho", sapto "siete", catuartco "catorce", saul "sol", saur(a) "hermana", joiva "uva", join "uno", si "seis", noi "nosotros", voi "vosotros", jarba "hierba".

### Vocales tónicas
Las vocales tónicas del vegliota, estuviesen en posición libre o trabada dentro de la sílaba, evolucionaron del siguiente modo:
| VOCALES TÓNICAS    |    |    |    |    |      |    |        |        |    |
| Latín vulgar       | ī  | ĭ  | ē  | ĕ  | ă/ā  | ŏ  | ō      | ŭ      | ū  |
| Vegliota (Trabada) | e  | a  | a  | ia | ua   | ua | a/o(u) | a/o(u) | o  |
| Vegliota (Libre)   | ai | ai | ai | i  | uo/u | u  | au     | au     | oi |

- Latín -ī

Trabada: mīlle > mel; fīlia > feλa.
Libre: dīco > daic, rīpa > raipa; -ītu > -ait; -īre > -ér.
- Latín -ĭ

Trabada: mĭttit > mat; ĭlla > jala; lĭgnu > lamn; pĭsce > pasc.
Libre: nĭve > nai; pĭlu > pail; pĭra > paira.
- Latín -ē

Trabada: stēlla > stalla; vēndere > vandro.
Libre: vēlu > vaila; -ēbat > -aja; -ētu > -ait.
- Latín -ĕ

Trabada: fĕrru > fiar; hĕrba > jarba; pĕlle > pial; sĕptem > sapto; mĕrda > miarda; fĕsta > fiasta.
Libre: pĕde > pide; pĕtra > pitra; mĕle > mil; bĕnē > bin.
- Latín -ă/-ā

Trabada: cabăllu > cavul; părte > puart; păssu > puas; arbore > juarbul.
Libre: măre > muor (mur); placet > pluc; -ānu > -un; āre > -ur; -ātu > -ut; -āta > -uota.
- Latín -ŏ

Trabada: cŏllu > cual; grŏssu > gruas; fŏrte > fuart; pŏrcu > puarc; mŏrte > muart; pŏrta > puarta; dŏrmit > duarmi.
Libre: nŏvu > nuf; nŏve > nu(f); fŏcu > fuc; lŏcu > luc.
- Latín -ō

Trabada: XXXX.
Libre: sōle > saul; sorōr > saur; -ōsu > -aus.
- Latín -ŭ

Trabada: bŭcca > bucca.
Libre: gŭla > gaula; crŭce > crauc; nŭce > nauc.
- Latín -ū

Trabada: nūlla > nolia; mandūcat > manoca; ūndecim > čonco; quindecim > *cūndecim > čonc.
Libre: dūru > doir; cūlu > čoil; ūnu > join; tū > toi; crūdu > croit;  lūcet > loic; ūdu > joit; ūva > joiva; -ūra > -oira; -ūtu > oit; -ūta >-oita.

### Números
| NÚMEROS CARDINALES |              |     |            |       |           |  |
| 1.                 | join - joina | 11. | jonco      | 30.   | tranta    |  |
| 2.                 | doi - doa    | 12. | dotco      | 40.   | cuaranta  |  |
| 3.                 | tra          | 13. | tretco     | 50.   | čoncuanta |  |
| 4.                 | catro        | 14. | catuartco  | 60.   | situanta  |  |
| 5.                 | čenc         | 15. | čonco      | 70.   | septuanta |  |
| 6.                 | si           | 16. | sitco      | 80.   | uaptanta  |  |
| 7.                 | sapto        | 17. | dichisapto | 90.   | nuvonta   |  |
| 8.                 | uapto        | 18. | dichiuapto | 100.  | cant      |  |
| 9.                 | nu           | 19. | dichinu    | 1000. | mel       |  |
| 10.                | dic          | 20. | vent       | 2000. | del       |  |